# Matthias Mann
Matthias Mann (nascut 10 octubre 1959) és un científic del camp de l'espectrometria de masses i la proteòmica.
Nascut a Alemanya va estudiar matemàtiques i física a la Universitat de Göttingen. Va rebre el seu doctorat el 1988 a la Universitat Yale on va treballar en el grup de John Fenn, qui anys més tard va ser guardonat amb el premi Nobel de Química. Després d'una estada postdoctoral a la Universitat del sud de Dinamarca (University of Southern Denmark) a Odense va obtenir una plaça d'investigador principal al European Molecular Biology Laboratory a Heidelberg. Més tard va tornar a Odense com a professor de bioinformàtica i des de 2005 ha estat el director a l'Institut Max Planck de Bioquímica a Múnic i investigador l'institut de recerca Novo Nordisk Foundation Center for Protein Research a Copenhagen.
El seu treball ha tingut impacte en diversos camps de la proteòmica basada en espectrometria de masses:
-  L'aproximació per marcador de seqüència peptídica (o peptide sequence tag, en anglès) desenvolupada a l'EMBL va ser un dels primers mètodes per la identificació de pèptids mitjançant espectres de masses i dades de genòmica.
- Nano-electroesprai (una tècnica d'electroesprai a fluxos molt baixos) va ser el primer mètode que va permetre la seqüenciació de proteïnes a nivells femtomolars a partir de gels de poliacrilamida.
- Una tècnica de marcatge metabòlic desenvolupada recentment i anomenada SILAC (marcatge per isòtops estables amb aminoàcids en cultius cel·lulars) ha estat àmpliament utilitzada en estidus quantitatius de proteòmica.

## Premis i honors
- 1991: Premi Malcom de la revista Organic Mass Spectrometry
- 1996: Premi Mattauch Herzog en Espectrometria de Masses
- 1997: Premi Hewlett-Packard per a la recerca estratègica dins de l'automatització en la preparació de mostres
- 1998: Premi Edman per part de la societat "Methods in Protein Structure Analysis"
- 1999: Medalla Bieman de la Societat Americana d'Espectrometria de Masses
- 2000: Premi Meyenburg
- 2001: Premi Fresenius Premi i Medalla de Química Analítica atorgada per la Societat Química Alemanya
- 2004: Doctorat honorífic per la Universitat de Utrecht, Països Baixos.
- 2005: Premi Anfinsen de la Protein Society
- 2008: Premi HUPO en investigacions proteòmiques
- 2010: Premi Friedrich Wilhelm Joseph von Schelling de l'Acadèmia Bavaresa de les Ciències i les Humanitats
- 2012: Premi Gottfried Wilhelm Leibniz de la Fundació de Recerca Alemanya
- 2012: Medalla Feodor Lynen
- 2012: Premi Louis-Jeantet en Medicina
- 2012: Premi Ernst Schering Premi[1]